# Conus suturatus
Conus suturatus е вид охлюв от семейство Conidae. Видът не е застрашен от изчезване.

## Разпространение и местообитание
Разпространен е в Австралия (Западна Австралия, Куинсланд и Северна територия), Папуа Нова Гвинея, САЩ (Хавайски острови) и Филипини.
Обитава пясъчните дъна на морета. Среща се на дълбочина от 18 до 89 m, при температура на водата от 22,7 до 27,9 °C и соленост 34,2 – 35,5 ‰.